# Andrzej Miśkiewicz
Andrzej Jan Miśkiewicz (ur. 1955 w Warszawie) – polski akustyk muzyczny i pedagog.

## Życiorys
Absolwent Wydziału Reżyserii Dźwięku (dyplom z wyróżnieniem w 1980) oraz Wydziału Kompozycji, Dyrygentury i Teorii Muzyki (studia doktoranckie w zakresie teorii muzyki ukończone w 1984) na Akademii Muzycznej im. Fryderyka Chopina w Warszawie. Stopień doktora uzyskał w 1989 w Instytucie Akustyki Uniwersytetu im. Adama Mickiewicza w Poznaniu, a stopień doktora habilitowanego nauk humanistycznych w 2004 na Wydziale Historycznym Uniwersytetu Warszawskiego. Od 2004 zatrudniony na stanowisku profesora nadzwyczajnego na Uniwersytecie Muzycznym Fryderyka Chopina. Przedmiotem jego zainteresowań jest akustyka muzyczna, psychoakustyka, metodyka oceny jakości dźwięku oraz reżyseria dźwięku. Członek Komitetu Akustyki Polskiej Akademii Nauk, Polskiego Towarzystwa Akustycznego, European Acoustics Association, Acoustical Society of America oraz Audio Engineering Society.